# 富樫雅彦
富樫 雅彦（とがし まさひこ、1940年3月22日 - 2007年8月22日）は、日本のジャズ・ドラマー、打楽器奏者。作曲家。

## 略歴
バイオリニストの父の影響を受けてバイオリンを始め、10歳の頃には小野アンナに師事するが、1953年、13歳の頃よりドラマーへの道を志す。翌年にはチャーリー石黒率いる東京パンチョスや松岡直也トリオのドラマーの座を得て、10代のうちに八木正生トリオ、秋吉敏子コージー・カルテット、渡辺貞夫コージー・カルテットなど複数のグループでドラマーとして活躍する。
1961年にジャズ・アカデミーを結成し、以後フリー・ジャズに傾倒する。麻薬に手を出して1962年1月に甲府刑務所に収監され、1年半後の1963年6月に出所。
1965年に日本初のフリー・ジャズ・グループと言われる富樫雅彦カルテットを結成。この頃には、唐十郎（俳優、劇作家）や足立正生（映画監督）と共に「新宿の三大天才」と呼ばれていた。
1968年には五木寛之原作の東宝映画『さらばモスクワ愚連隊』（監督：堀川弘通）にジャズ・ドラマー役で出演。
1969年に実験的音響空間集団ESSGを結成。この年、富樫は後世に語り継がれることになるアルバムを連続して生み出す。1月には鈴木弘との双頭コンボで「ヴァリエーション」を録音。3月と7月には佐藤允彦とのトリオで「パラジウム」、「トランスフォーメイション」、「デフォメイション」を録音。4月と6月には宮沢昭と「フォー・ユニッツ」、「いわな」を録音。5月と11月には自身のカルテットで「ウィ・ナウ・クリエイト」、「スピード・アンド・スペイス」を録音。そして12月には映画『略称・連続射殺魔』（監督：足立正生）のためのサウンドトラックとして、高木元輝と「アイソレーション」を録音した。これは富樫が両手両足でドラムを演奏した最後のアルバムとなる。
1970年1月、富樫の浮気が原因で、妻に背中をナイフで刺され脊椎を損傷、下半身不随となるが、5月にはスイングジャーナル誌の読者人気投票でドラマー部門の第1位に輝く。約3年半後の1973年7月7日には、「インスピレーション&パワー14 フリージャズ祭」に佐藤允彦とのデュオでステージ復帰を果たす。（スタジオレコーディングは71年に復帰）自身が考案したドラムセットにより、両手のみで演奏する打楽器奏者として、不屈の闘志で活動を再開。
1975年にはリーダー作『スピリチュアル・ネイチャー』がスイングジャーナル誌ジャズディスク大賞「日本ジャズ賞」に輝く。その後も同賞をたびたび受賞しており、受賞回数は日本人ミュージシャン最多。他にも1978年に「芸術選奨新人賞」などを受賞している。
1980年、市川秀男、鈴木勲とともに「トリニティ」を結成。
1991年、JJスピリッツを佐藤允彦らと結成し、再起後は4ビートのプレイ・スタイルから離れていたが、ハイハットとバスドラムなしでも4ビートでスイングできることを示した。
2002年7月27日、日野皓正とのデュオ演奏中に貧血を起こして公演が中止となり、その後11月に予定されていたステージも体調悪化によりキャンセルし、演奏家活動から引退。以後は作曲と絵画の制作に専念する。
2007年8月22日、心不全のため神奈川県内の自宅で死去。67歳没。富樫が最も尊敬するドラマーのマックス・ローチが死去した6日後のことであった。
海外のミュージシャンとの共演も多く、ドン・チェリー、スティーヴ・レイシー、チャーリー・ヘイデン、セシル・テイラー、マル・ウォルドロン、ゲイリー・ピーコック、リッチー・バイラーク、ポール・ブレイなどと演奏した。彼の楽曲は、宮沢昭、佐藤允彦、加古隆、山下洋輔などに取り上げられている。
絵画にも堪能で、しばしば自身のアルバム・カバーデザインも手がけた。

## 主な作品
- 『ウィ・ナウ・クリエイト』 - We now create (Victor) 1969年（『スイングジャーナル』誌による「ジャズディスク大賞」「日本ジャズ賞」受賞作品）
- 高柳昌行と共同名義, 『銀巴里セッション』 - Ginparis session (TBM) 1972年（1963年6月26日に銀巴里で行なわれた演奏を、内田修が私家録音したもの。当日はリハーサルなしのぶっつけ本番で、富樫はこの日まで1年以上スティックに触れていなかったという）
- 『ソング・フォー・マイセルフ』 - SONG FOR MYSELF (East Wind) 1974年（渡辺貞夫、佐藤允彦、菊地雅章とのデュオ演奏集）
- 『スピリチュアル・ネイチャー』 - Spiritual Nature (East Wind) 1975年（「ジャズディスク大賞」「日本ジャズ賞」受賞作品）
- 『セッション・イン・パリ Vol.1 ソング・オヴ・ソイル』 - Session In Paris, Vol. 1 "Song Of Soil"（1979年7月録音）(Paddle Wheel) 1979年（ドン・チェリー、チャーリー・ヘイデン参加作品）
- スティーヴ・レイシーと共同名義, 『エターナル・デュオ』 - Eternal Duo（1981年10月録音）(King/Paddle Wheel) 1983年。のち（CD化）(DIW) 2015年。
- 高柳昌行と共同名義, 『パルセーション』 - PULSATION（1983年録音）(King/Paddle Wheel) 1983年
- 『ブラ・ブラ』 - Bura Bura（1986年5月14日録音）(Alfa) 1986年（「富樫雅彦音楽生活30周年記念コンサート」録音盤。ドン・チェリー、スティーヴ・レイシー、デイヴ・ホランドが共演。）のち再発 (VideoArts Music) 2002年。（CD 2枚組）
- 菊地雅章と共同名義, 富樫雅彦『コンチェルト』 - Concerto (Ninety-One) 1991年（CD 2枚組）
- 『プレイズ・ビ・バップ Vol.1』 - Plays Be Bop Vol.1 (Verve) 1991年（JJスピリッツのデビュー作。「ジャズディスク大賞」「日本ジャズ賞」受賞作品。）
- 『パッシング・イン・ザ・サイレンス』 - Passing In The Silence (AMJ) 1993年（音楽生活40周年記念ソロ作品として1993年に制作されたもの）
- スティーヴ・レイシーと共同名義, 『エターナル・デュオ’95』 - Eternal Duo '95（1995年9月8日録音）(Take One) 1996年（「新宿ピット・イン」におけるライヴ）

## 映画出演
- さらばモスクワ愚連隊（1968年）-　ヒラミキ